# Pierre Magne (wielrenner)
Pierre Magne (Livry-Gargan, 7 november 1906 – aldaar, 14 november 1980) was een Frans wielrenner.

## Levensloop en carrière
Magne werd prof in 1927. In zijn debuutjaar werd hij meteen vijftiende in de Ronde van Frankrijk. Hij behaalde ook 3 toptienplaatsen en 1 ritoverwinning in de Tour. Zijn oudere broer was Tourwinnaar Antonin Magne.

## Resultaten in voornaamste wedstrijden
| Jaar | Ronde van Italië | Ronde van Frankrijk | Ronde van Spanje |
| ---- | ---------------- | ------------------- | ---------------- |
| 1927 |                  | 15e                 |                  |
| 1928 |                  | 10e (1)             |                  |
| 1929 |                  | 6e                  |                  |
| 1930 |                  | 9e                  |                  |

- Bibliothèque nationale de France: cb17777885w (data)
- Virtual International Authority File: 8019154441758635460004